# Bagadogo
Bagadogo är en ort i Burkina Faso.   Den ligger i regionen Centre-Sud, i den centrala delen av landet, 50 kilometer söder om huvudstaden Ouagadougou. Bagadogo ligger 330 meter över havet och antalet invånare är 376.
Terrängen runt Bagadogo är platt. Närmaste större samhälle är Kombissiri, 18,2 kilometer norr om Bagadogo.
Omgivningarna runt Bagadogo är en mosaik av jordbruksmark och naturlig växtlighet. Runt Bagadogo är det ganska tätbefolkat, med 104 invånare per kvadratkilometer.